# Жути, жути канаринац
„Жути, жути канаринац” је југословенски ТВ филм из 1969. године. Режирао га је Даниел Марушић а сценарио је написао Иван Раос.

## Улоге
| Глумац      | Улога        |
| ----------- | ------------ |
| Анте Вицан  | Матан Потрка |
| Асја Кисић  |              |
| Ивица Катић |              |
| Иво Сердар  |              |
| Антун Налис |              |